# Sœurs apostoliques du Sacré-Cœur
Les Sœurs apostoliques du Sacré-Cœur (en latin : Congregatio Dominarum Apostolicarum S. Cordis Iesu) forment une congrégation religieuse féminine enseignante et sociale de droit pontifical.

## Histoire
À partir de 1902, Luz Casanova (es) (1873-1949) ouvre un réseau d'écoles dans les quartiers les plus pauvres et les plus marginalisés de Madrid. Afin d'étendre ses œuvres d'apostolat et d'assistance sociale, Luz fonde la congrégation des dames apostoliques du Cœur de Jésus, sur le conseil de son directeur spirituel, le jésuite José Maria Rubio et avec l'approbation du cardinal Rafael Merry del Val.
L'institut reçoit le décret de louange le 29 mai 1943 et ses constitutions sont définitivement approuvées par le Saint-Siège le 20 novembre 1950.

## Activités et diffusion
Les sœurs se consacrent à diverses œuvres d'assistance en faveur des pauvres et des malades, dans des écoles, des dispensaires, des soupes populaires, des internats pour ouvriers, des refuges pour les nécessiteux et les mères en difficulté.
Elles sont présentes en: 
- Europe : Espagne.
- Amérique : Bolivie, Mexique, Pérou, Salvador.
- Afrique : Angola.

En 2017, la congrégation comptait 125 sœurs dans 25 maisons.